# 새마을금고중앙회
새마을금고중앙회(-金庫中央會)는 새마을금고 업무의 지도감독, 공동이익 증진, 건전한 발전 도모를 위해 설립된 비영리 법인으로, 대한민국 행정안전부가 주무 감독기관이 된다.
중앙회 본부는 서울특별시 강남구 봉은사로114길 20(삼성1동 164)에 위치하고 있다.

## 설립 근거
- 새마을금고법 제54조[1]

## 주요 업무
- 지도 · 감독사업: 금고의 경영지원 및 감독 · 검사
- 신용사업: 금고의 운용자금 조절(중앙은행으로서의 역할)
- 공제사업: 금고 및 금고의 회원을 위한 공제사업
- 예금자보호준비금 관리사업: 금고 회원의 예 · 적금 환급보장을 위한 예금자 보호기능
- 교육 · 홍보사업: 금고 및 중앙회 임직원의 교육훈련 및 대외 홍보
- 조사 · 연구사업: 금고 및 중앙회의 장기 발전을 위한 국내 · 외 조사 · 연구활동
- 국제협력사업: 국제협동조합 기구와 우호 증진 및 협력강화 등

## 연혁
- 1963년 5월 향토개발사업으로 새마을금고 태동
- 1973년 3월 새마을금고연합회 창립
- 1982년 12월 새마을금고법 제정
- 1983년 1월 새마을금고법 시행
- 1989년 4월 중앙회관 강서구 화곡동으로 신축 이전
- 1992년 6월 새마을금고임직원상조복지회 설립
- 1994년 4월 국제협동조합연맹(I.C.A) 가입
- 1996년 5월 새마을금고의 날 제정
- 1997년 7월 중앙회관 강남구 삼성1동으로 이전
- 1998년 1월 새마을금고법 개정
- 2000년 5월 새마을금고연수원 개원(충청남도 천안시 목천읍)
- 2001년 3월 삼성카드 제휴 신용카드 사업 실시
- 2001년 9월 금융결제원 가입
- 2011년 9월 새마을금고중앙회로 명칭 변경
- 2012년 9월 새마을금고 총자산 100조 원 돌파
- 2013년 5월 MG손해보험(구 그린손해보험) 출범
- 2013년 5월 MG신용정보(구 한국신용평가) 출범
- 2018년 12월 우리카드와 업무제휴 체결
- 2021년 2월 M캐피탈(구 효성캐피탈) 출범

## 조직
- 총회(대의원회)
- 이사회
- 감사위원회

### 새마을금고중앙회장
- 경영전략실
- 준법지원부문
- 리스크관리부
- 홍보실
- 관리부
- 감사실
- 비서실
- 관리이사
- 기획관리실
- 총무부
- MG인재개발원
- MG금융경제연구소
- 전산정보부
- 정보보호부
- 감독이사
- 경영지원부
- 사업지원부
- 검사부
- 금융소비자보호실

#### 전무이사
- 기획관리실
- 총무부
- MG인재개발원
- MG금융경제연구소
- 전산정보부
- 정보보호부
- 감독이사
- 경영지원부
- 사업지원부

#### 검사부
- 금융소비자보호실
- 신용공제사업 대표이사
- 금융기획부
- 자금운용부문
- 여신금융부
- 공제관리부
- 공제마케팅부

### 지역본부
- 서울지역본부
- 부산지역본부
- 대구지역본부
- 인천지역본부
- 대전충남지역본부
- 광주전남지역본부
- 울산경남지역본부
- 경기지역본부
- 강원지역본부
- 충북지역본부
- 전북지역본부
- 경북지역본부
- 제주지역본부

## 소속기관
- 제주 새마을금고연수원, 천안 MG인재개발원, 새마을금고배드민턴단, 새마을금고지역희망나눔재단, 새마을금고복지회

## 예금자 보호

### 새마을금고법
- 제3조(국가 등의 협력의무)
  - ①국가나 지방자치단체는 금고나 중앙회가 행하는 사업의 육성을 위하여 필요한 지원을 하여야 하며, 국공유재산을 금고나 중앙회가 필요로 하는 경우에는 우선적으로 대여하거나 사용·수익하게 할 수 있다.
  - ②국가나 지방자치단체는 금고의 원활한 발전을 위하여 예산의 범위에서 중앙회에 보조금을 내줄 수 있다.
- 제71조(예금자보호준비금 설치 등)
  - ①중앙회는 금고의 회원(제30조에 따른 비회원을 포함한다)이 납입한 예탁금, 적금, 그 밖의 수입금과 중앙회의 공제금, 자기앞수표를 결제하기 위한 별단예탁금에 대한 환급(還給)을 보장하며 그 회원의 재산을 보호하고 금고의 건전한 육성을 도모하기 위하여 중앙회에 예금자보호준비금(이하 “준비금”이라 한다)을 설치·운영한다.
  - ②금고 및 중앙회는 제1항에 따른 준비금에 가입하여야 한다.
  - ③중앙회는 준비금의 운용에 관한 중요 사항을 심의·결정하기 위하여 준비금관리위원회를 두며, 준비금의 운용과 준비금관리위원회의 구성·운영 등 그 밖에 필요한 사항은 대통령령으로 정한다.
  - ④회장은 금고가 예탁금, 적금, 그 밖의 수입금을 지급할 수 없거나 중앙회가 공제금, 자기앞수표를 지급할 수 없는 경우에는 준비금관리위원회가 결정하는 바에 따라 그 금고 또는 중앙회를 갈음하여 변제할 수 있다.
  - ⑤제4항에 관하여는 「민법」 제482조부터 제485조까지의 규정을 준용한다.

### 새마을금고법 시행령
- 제46조(준비금의 운용)
  - ① 법 제71조제1항의 준비금은 특별회계로 운용한다.
  - ② 준비금은 다음 각 호에 해당하는 경우에만 사용하여야 한다.

1. 해산등기를 마친 금고가 예탁금, 적금, 그 밖의 수입금을 지급할 수 없는 경우에 그 예탁금, 적금, 그 밖의 수입금의 변제 또는 해산등기를 마친 중앙회가 중앙회 공제금 및 별단예탁금을 지급할 수 없는 경우에 중앙회 공제금 및 별단예탁금의 변제
2. 금고의 경영 정상화를 위한 재무구조 개선이나 금고의 예탁금, 적금 및 그 밖의 수입금의 환급이 필요한 금고에 대한 자금의 대출 또는 지원
3. 금고 간 합병을 추진하거나 합병을 한 경우에 금고의 정상운영에 필요한 자금의 대출 또는 지원
4. 법 제80조의2에 따른 계약이전을 위한 자금지원
5. 그 밖의 준비금의 관리·운영에 필요한 경비

- - ③ 제2항제1호에 따른 대위변제의 범위는 예탁금, 적금, 그 밖의 수입금 및 중앙회 공제금 및 별단예탁금의 원금과 그에 대한 이자로 하며, 동일인에 대한 대위변제의 한도는 《5천만원》으로 한다. 이 경우 이자는 원금에 관리위원회가 정하는 이자율을 곱한 금액으로 한다.
  - ④ 제2항에 따른 준비금의 사용방법이나 그 밖에 필요한 사항은 관리위원회의 의결을 거쳐 회장이 정한다.
  - ⑤ 준비금의 여유자금은 제33조에 따라 운용할 수 있다.

## 같이 보기
- 농업협동조합중앙회
- 산림조합중앙회
- 수산업협동조합중앙회
- 신용협동조합중앙회
- 중소기업중앙회